# Dellview
Delview est une ville américaine située dans le comté de Gaston, dans l’État de Caroline du Nord. Lors du recensement de 2010, elle comptait 13 habitants.

## Source
- (en) Cet article est partiellement ou en totalité issu de l’article de Wikipédia en anglais intitulé « Dellview, North Carolina » (voir la liste des auteurs).